# Олизаренко, Сергей Алексеевич
Серге́й Алексе́евич Олизаренко (укр. Сергій Олексійович Олізаренко; 9 сентября 1954, Долинская, Кировоградская область — 18 декабря 2024, Одесса) — советский легкоатлет, участник Олимпийских игр.

## Карьера
На московской Олимпиаде не смог пробиться в финал в беге на 3000 метров с препятствиями, не финишировав в полуфинале из-за разрыва ахиллова сухожилия.

## Личная жизнь
В 14 лет переехал в Одессу и поступил в техникум.
Был женат на легкоатлетке Надежде Олизаренко, с которой познакомился на сборах в 1978 году. В 1980 году, после Олимпиады, пара поженилась и у них родилась дочь Оксана.
Умер 18 декабря 2024 года в возрасте 70 лет.